# Komitat Tolna (historisch)
Das Komitat Tolna (deutsch auch Komitat Tolnau; ungarisch Tolna vármegye, lateinisch comitatus Tolnensis) war eine Verwaltungseinheit im Südwesten des Königreichs Ungarn. Verwaltungssitz war Szekszárd.
Das Gebiet liegt im heutigen Zentralungarn auf der Fläche des heutigen Komitats Tolna.

## Lage und Geschichte

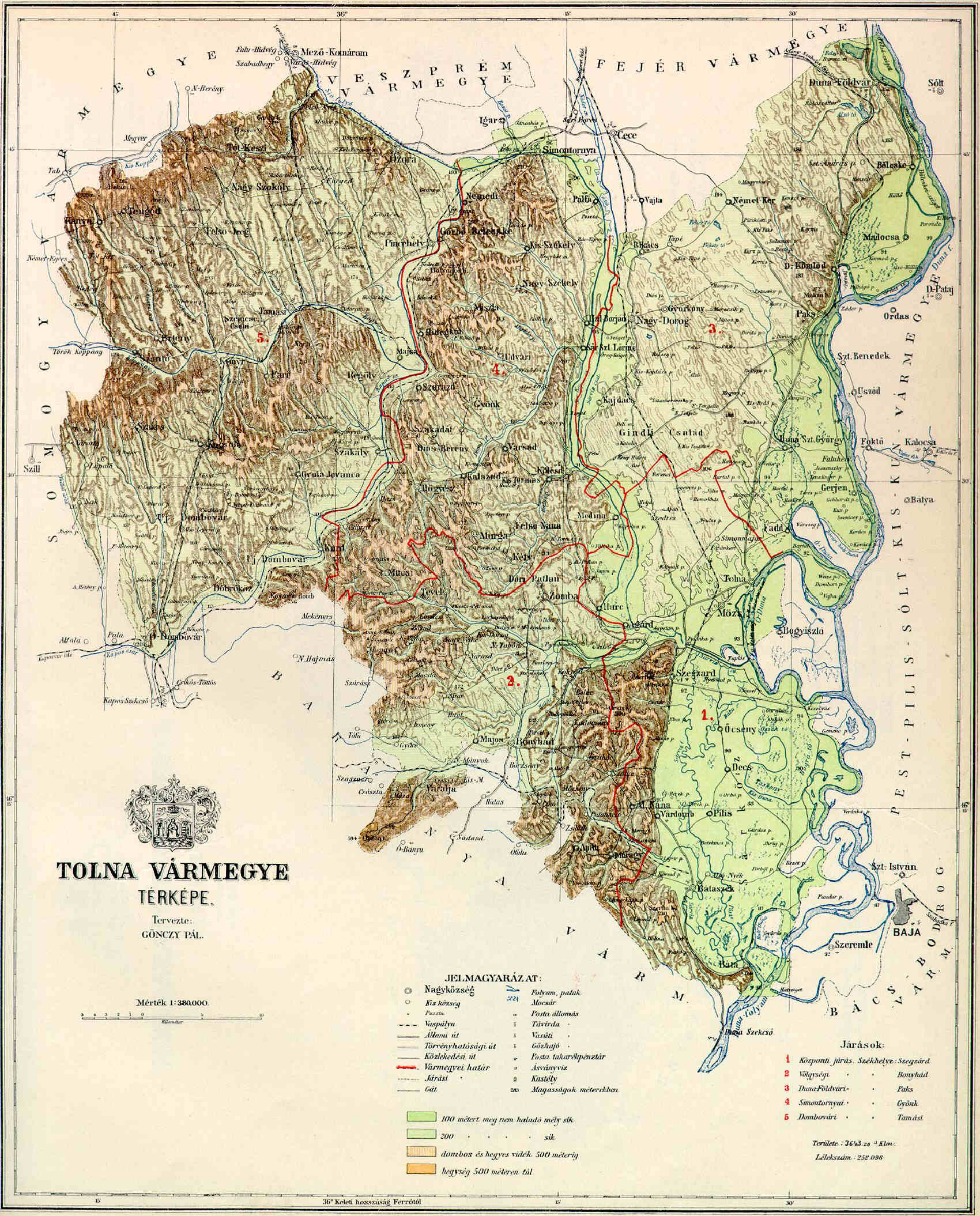
Karte des Komitats Tolna um 1890

Das Komitat grenzte an die Komitate Somogy, Veszprém, Weißenburg (Fejér), Pest-Pilis-Solt-Kiskun und Baranya. Seine Südgrenze bildete die Donau.
Das Komitat entstand im 11. Jahrhundert und bestand in dieser Form bis zur großen Komitatsreform 1950. Siehe weiter dazu unter Komitat Tolna.

### Bezirksunterteilung

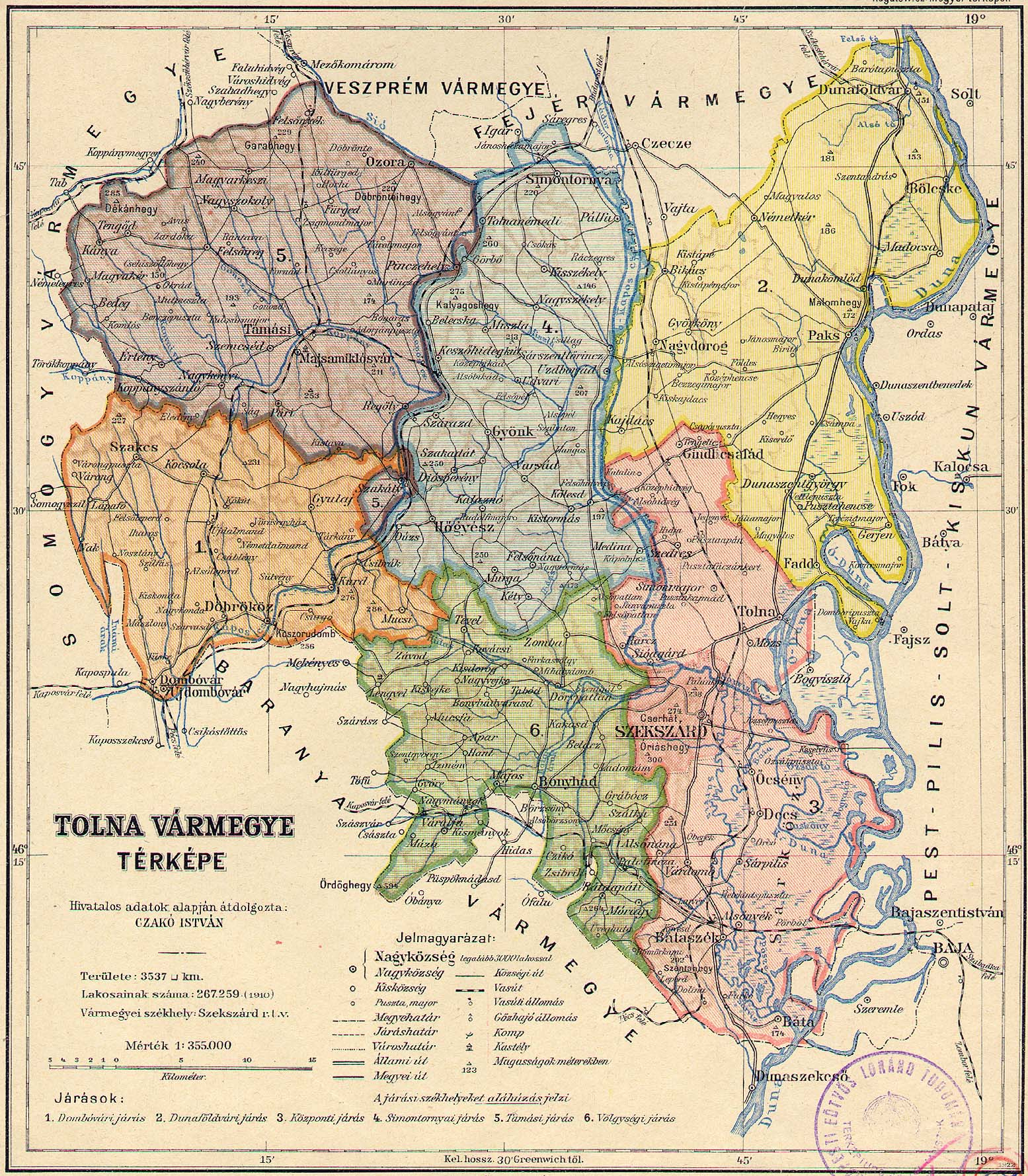
Administrative Karte

Im frühen 20. Jahrhundert bestanden folgende Stuhlbezirke (meist nach dem Namen des Verwaltungssitzes benannt):
| Stuhlbezirke (járások)                | Stuhlbezirke (járások) |
| Stuhlbezirk                           | Verwaltungssitz        |
| ------------------------------------- | ---------------------- |
| Bezirk Dombóvár                       | Dombóvár               |
| Bezirk Dunaföldvár                    | Paks                   |
| Bezirk Központ                        | Szekszárd              |
| Bezirk Simontornya                    | Gyönk                  |
| Bezirk Tamási                         | Tamási                 |
| Bezirk Völgység                       | Bonyhád                |
| Stadtbezirk (rendezett tanácsú város) |                        |
| Szekszárd                             |                        |

Alle genannten Orte liegen im heutigen Ungarn.